# Floris van Schooten
Floris van Schooten, född omkring 1585, död strax efter 1655, var en nederländsk konstnär.
Van Schooten gifte sig 1612 i Haarlem, där han var Lucasgillets dekan 1639 och 40 och fortfarande omtalas 1655. Han var utomordentligt produktiv. En relativt stor ojämnhet i produktionens nivå kan dock tyda på att en del arbeten utförts av medhjälpare. Bland van Schootens arbeten märks främst stilleben, marknadsscener och kökscener.